# Petkov Breg
Petkov Breg is een plaats in de gemeente Samobor in de Kroatische provincie Zagreb. De plaats telt 252 inwoners (2001).